# Хенцлова
Хенцлова (слч. Henclová) насељено је мјесто са административним статусом сеоске општине (слч. obec) у округу Гелњица, у Кошичком крају, Словачка Република.

## Становништво
| Година:    | 1994. | 2004.    | 2014.    | 2024. |
| ---------- | ----- | -------- | -------- | ----- |
| Број људи: | 148   | 118      | 101      | 101   |
| Разлика:   |       | -20,27 % | -14,40 % | +0 %  |

| Година:    | 2023. | 2024. |
| ---------- | ----- | ----- |
| Број људи: | 100   | 101   |
| Разлика:   |       | +1 %  |

Према подацима о броју становника из 2011. године насеље је имало 103 становника.